# Músculo glúteo médio
O músculo glúteo médio é um músculo da região glútea, sendo um dos três músculos glúteos. O glúteo médio é um músculo largo e grosso, localizado na face externa da pelve
O glúteo médio é originado na borda externa da crista ilíaca, espinha ilíaca ântero-superior, fossa ilíaca externa, e aponeurose glútea. Se insere na face externa do trocânter maior do fêmur.
O músculo glúteo médio é inervado pelo nervo glúteo superior, ramo do plexo sacral. É vascularizado por um ramo da artéria glútea superior.
O músculo glúteo médio tem como função a abdução e rotação do fêmur. Também ajuda a estabilizar a pelve na perna, quando a perna oposta é elevada em relação ao solo.

## Estrutura
O músculo glúteo médio origina-se na superfície externa do ílio entre a crista ilíaca e a linha posterior glútea, e a linha anterior do glúteo abaixo. O glúteo médio também se origina da aponeurose glútea que cobre sua superfície externa.
As fibras do músculo convergem em um forte tendão achatado que se insere na superfície lateral do trocanter maior. Mais especificamente, o tendão do músculo se insere em uma crista oblíqua que corre para baixo e para frente na superfície lateral do trocanter maior.

## Função
• A parte anterior atuando sozinha ajuda a flexionar e girar internamente o quadril.
• A parte posterior, atuando sozinha, ajuda a estender e girar externamente o quadril.

• As partes anterior e posterior trabalhando juntas abduzem o quadril e estabilizam a pelve no plano coronal.
1. ↑  1_Hip. «Gluteus Medius». www.sportsinjuryclinic.net (em inglês). Consultado em 24 de janeiro de 2017
2. ↑  «Músculos do Quadril/ Músculos Região Glútea/ Sistema Muscular/ Aula Anatomia Humana/ Site Anatomia». Consultado em 17 de dezembro de 2018
3. ↑  «Musculatura de Glúteo Máximo, Médio e Mínimo | Treino em Foco – Personal Trainer, Musculação, Cursos Online, Biomecânica, Cinesiologia». Consultado em 17 de dezembro de 2018